# Валя-Маре (Вилча)
Валя-Маре (рум. Valea Mare) — село у повіті Вилча в Румунії. Входить до складу комуни Валя-Маре.
Село розташоване на відстані 168 км на захід від Бухареста, 57 км на південний захід від Римніку-Вилчі, 40 км на північ від Крайови.

## Населення
За даними перепису населення 2002 року у селі проживали 787 осіб, усі — румуни. Рідною мовою 786 осіб (99,9%) назвали румунську.